# Masanori Kizawa
Masanori Kizawa (木澤 正徳?, Kizawa Masanori; Prefettura di Ibaraki, 2 giugno 1969) è un ex calciatore giapponese, di ruolo difensore.